# Kristianstads DFF
Kristianstads DFF er en fodboldklub fra Kristianstad, Sverige for kvinder. Klubben er en del af Skånes Fotbollförbund.